# Кнежеви-изборници
Кнежеви изборници (немачки: Kurfürsten, једнина: Kurfürst listen
ⓘ), били су чланови изборног тела — електората, које је имало за задатак да бира цареве Светог римског царства. Њихове основне функције и први кнежеви изборници били су одређени Златном булом коју је издао Карло IV 1356. године.

## Општи преглед
Током и после 15. века, бирање цара Светог римског царства је било формализовање елективне монархије у оно што је у ствари била династичка сукцесија, углавном на једног од Хабзбуршких надвојвода који су улавном били старији синови преминулих владара. 
Формално су увек бирали римског краља, који је крунисан у Немачкој, али који је постајао цар Светог римског царства тек кад би га крунисао папа. Карло V је био последњи крунисани цар - сви цареви после њега су били изабрани цареви (лат. Electus Romanorum imperator).
Током великог дела историје Светог римског царства (барем до 13. века) било је седам кнежева изборника, у које су се убрајали и свештена лица — надбискуп од Мајнца, Трира и Келна, као и четири немачка великаша - краљ Чешке, гроф од Палатината, војвода од Саксоније и маркгроф од Бранденбурга (ова три последња су такође познати и као изборник из Палатината, изборник из Саксоније и изборник из Бранденбурга).
Други изборници су додати у 17. веку и укључују војводу Баварске (који се звао изборник из Баварске, и замењивао је грофа од Палатината који је био из исте породице, али је привремено изгубио титулу током Тридесетогодишњег рата), и војвода од Брунсвика-Линенбурга. У 19. веку додато је још изборника који никад нису стигли да врше дужност јер је 1806. године Наполеон Бонапарта укинуо ово звање.